# Francesc Ribas i Serra
Francesc d'Assís Ribas i Serra (Barcelona, 3 de setembre de 1872 - Barcelona, 15 de febrer de 1929) fou un empresari i filantrop català. Promogué la construcció d'un nou Hospital de Granollers per facilitar la construcció de la variant de la via del tren.
El seu pare fou Damià Ribas i Puigbó, fuster de Puigcerdà que juntament amb Francesc Pradell, fuster de Sant Martí de Riudeperes fundà el 1845 l'empresa Construcciones Ribas y Pradell, s.a. Aquesta empresa tingué estand a l'Exposició Universal de Barcelona de 1929 i al llarg del segle XX s'expandí fent elements ceràmics i abordà els prefabricats lleugers de fusta, ciment i ferro. Sobreviurà fins al segle XXI vinculada a la família.
Passats els anys de formació Francesc Ribas entra a formar part de l'empresa familiar. El 1903 l'empresa instal·là una serradora a Palou que als anys vint es traslladà a Corró d'Avall (a ponent de l'estació de tren).
És soci d'honor de la Cambra Agrícola Oficial de Fernando Poo (1908).
Estiuejant del Figueró, n'és nomenat fill adoptiu per haver aconseguit que la companyia de ferrocarril construís un baixador i un pont sobre el Congost.
Fou membre de la Societat d'Atracció de Forasters fundada el 1909.
El 1899 es casà amb Eulàlia Barangé i Bachs (Granollers 1880 – Barcelona 1967) germana d'un regidor i posteriorment l'alcalde de Granollers. Afavorí la construcció a Granollers d'un pont sobre el riu Congost perquè hi passés la carretera de Caldes. Es vinculà a la Junta de Reforma de Granollers i Construcció de l'Hospital-Asil que impulsà edificis nous per l'Hospital de Granollers.
Formà part de la Comissió Esportiva del Reial Automòbil Club de Catalunya que organitzà la Copa d'Espanya del circuit de Vilassar. Posteriorment fou soci del RACC i formà part de la junta entre 1919 i 1923.
Pels seus serveis com a Comissari de la 4ª volta Catalunya per a turismes li fou atorgada, el 30 de juny de 1920, la medalla d'or de cooperació.
Fou membre de la Societat Econòmica Barcelonesa d'Amics del País a partir de 1912 i entra a la junta de 1914 a 1924.